# Крейг Нельсон
Крейг Теодор Нельсон (англ. Craig Theodore Nelson; нар. 4 квітня 1944, Спокен, Вашингтон, США) — американський актор. Нельсон найбільш відомий за головною роллю в ситкомі «Тренер», який транслювався протягом дев'яти сезонів, з 1989 по 1997 рік. У 1992 році він виграв премію «Еммі» за найкращу чоловічу роль у комедійному телесеріалі, а також ще двічі номінувався на «Еммі» і чотири рази на «Золотий глобус» за свою роль у шоу.

## Біографія
Нельсон народився в Спокане, штат Вашингтон і дебютував на телебаченні в епізоді серіалу «Шоу Мері Тайлер Мур». На великому екрані він з'явився в більш ніж тридцяти кінофільмах, проте найбільш відомий завдяки своїй ролі у фільмі жахів «Полтергейст» (1982) і його сиквелі «Полтергейст 2: По той бік» (1986). Крім цього, він озвучив головного героя анімаційного фільму 2004 року «Суперсімейка» і зіграв одну з головних ролей у фільмі «Привіт сім'ї». Також зіграв ролі другого плану в картинах «Рядовий Бенджамін», «Сілквуд», «Тільки вірні ходи», «Вікенд Остермана», «Поля смерті», «Джексон на прізвисько Мотор», «Народжений четвертого липня», «Тернер і Гуч», «Рота Беверлі-Гіллз», «Привиди Міссісіпі», «Адвокат Диявола».
Нельсон зіграв головну роль в телесеріалі «The District», який транслювався протягом чотирьох сезонів, з 2000 по 2004 рік. Також у 2000-х у нього були другорядні ролі в телесеріалах «Мене звати Ерл», «Місце злочину: Нью-Йорк» і «Монк». З 2010 по 2015 рік Нельсон, разом з Бонні Беделіа знімався в телесеріалі «Батьківство». У 2018 повернувся до озвучування головного героя анімаційного фільму «Суперсімейка 2».

## Фільмографія
| Рік  | Назва                       | Оригінальна назва              | Роль                                       |
| ---- | --------------------------- | ------------------------------ | ------------------------------------------ |
| 1971 |                             | The Return of Count Yorga      |                                            |
| 1973 | Кричи, Блакула, кричи       | Scream Blacula Scream          | сержант                                    |
| 1974 | Флеш Гордон                 | Flesh Gordon                   |                                            |
| 1979 | Правосуддя для всіх         | …And Justice for All           | Френк Боверс                               |
| 1980 |                             | Stir Crazy                     |                                            |
| 1980 |                             | The Formula                    |                                            |
| 1980 |                             | Where the Buffalo Roam         |                                            |
| 1980 | Рядовий Бенджамін           | Private Benjamin               | капітан Вільям Вудбрайт                    |
| 1982 | Полтергейст                 | Poltergeist                    | Стів Фрилінг                               |
| 1983 |                             | Man, Woman and Child           |                                            |
| 1983 | Сілквуд                     | Silkwood                       | Вінстон                                    |
| 1983 | Тільки вірні ходи           | All the Right Moves            | тренер Верн Нікерсон                       |
| 1983 |                             | The Osterman Weekend           |                                            |
| 1984 | Поля смерті                 | The Killing Fields             | майор Рівз, військовий аташе               |
| 1986 | Полтергейст 2               | Poltergeist II: The Other Side | Стів Фрилінг                               |
| 1987 |                             | Rachel River                   |                                            |
| 1988 | Джексон на прізвисько Мотор | Action Jackson                 | Пітер Деллаплен                            |
| 1988 |                             | Me and Him                     |                                            |
| 1989 | Народжений четвертого липня | Born on the Fourth of July     | морський офіцер                            |
| 1989 |                             | Red Riding Hood                |                                            |
| 1989 | Тернер і Гуч                | Turner & Hooch                 | шеф Говард Гайд                            |
| 1989 |                             | Troop Beverly Hills            |                                            |
| 1996 |                             | Ghosts of Mississippi          |                                            |
| 1996 |                             | I'm Not Rappaport              |                                            |
| 1997 | Адвокат Диявола             | The Devil's Advocate           | Александер Каллен                          |
| 1997 | Хвіст виляє собакою         | Wag the Dog                    | сенатор                                    |
| 2000 |                             | The Skulls                     |                                            |
| 2004 | Суперсімейка                | The Incredibles                | Боб Парр/ Містер Неймовірний (озвучування) |
| 2005 | Привіт сім'ї                | The Family Stone               | Келлі Стоун                                |
| 2007 |                             | Blades of Glory                |                                            |
| 2009 | Освідчення                  | The Proposal                   | Джо Пекстон                                |
| 2010 | У компанії чоловіків        | The Company Men                | Джеймс Салінджер                           |
| 2011 | Серфер душі                 | Soul Surfer                    | доктор Девід Ровінський                    |
| 2015 | Тримайся                    | Get Hard                       | Мартін                                     |
| 2016 | Золото                      | Gold                           | Кенні Вельс, батько головного героя        |
| 2018 |                             | Book Club                      |                                            |
| 2018 | Суперсімейка 2              | Incredibles 2                  | Боб Парр/ Містер Неймовірний (озвучування) |